# Paraulopus
Paraulopus è un genere di pesci ossei marini. Si tratta dell'unico genere appartenente alla famiglia Paraulopidae, dell'ordine Aulopiformes.

## Distribuzione e habitat
Indo-Pacifico tropicale e subtropicale a nord fino al sud del Giappone e a sud fino alla Nuova Zelanda. Hanno uno stile di vita bentonico. Vivono sulla parte bassa della piattaforma continentale e sulla parte superiore della scarpata.

## Descrizione
I Paraulopus hanno corpo decisamente allungato, con peduncolo caudale sottile. Gli occhi sono grandi. Pinna dorsale alta e breve, ampia, seguita da una piccola pinna adiposa. Pinna anale più piccola della dorsale. Pinne ventrali molto ampie, inserite sotto le pinne pettorali, che sono abbastanza piccole. Pinna caudale biloba. Linea laterale completa, costituita da scaglie perforate.
Sono pesci di taglia medio piccola, le specie più grandi superano di poco i 30 cm

## Specie
- Paraulopus atripes
- Paraulopus balteatus
- Paraulopus brevirostris
- Paraulopus filamentosus
- Paraulopus japonicus
- Paraulopus legandi
- Paraulopus longianalis
- Paraulopus maculatus
- Paraulopus melanogrammus
- Paraulopus melanostomus
- Paraulopus nigripinnis
- Paraulopus novaeseelandiae
- Paraulopus oblongus
- Paraulopus okamurai[2]